# نجد القرانة (المخادر)

تعديل مصدري - تعديل

نجد القرانة محلة تابعة لقرية القرانة، التابعة لعزلة الشرف بمديرية المخادر إحدى مديريات محافظة إب في الجمهورية اليمنية، بلغ تعداد سكانها 27 حسب تعداد اليمن لعام 2004.